# Meeressaitenwürmer
Die Meeressaitenwürmer bilden die Gattung Nectonema und gleichzeitig die Familie Nectonematidae sowie die Klasse Nectonematoida mit derzeit fünf bekannten Arten von Saitenwürmern, die im Salzwasser in Meeren weltweit leben und in Zehnfußkrebsen parasitieren. Als erste und heute am besten bekannte Art wurde Nectonema agile beschrieben.

## Merkmale
Die Meeressaitenwürmer haben sowohl eine ventrale als auch eine dorsale Medianlinie, an denen jeweils zwei Reihen kleiner haarähnlicher Schwimmborsten verlaufen. Entlang dieser beiden Medianlinien verlaufen in der Epidermis der ventrale und der dorsale Nervenstrang. Hierin unterscheiden sich die Nectonematidae von allen anderen, 300 Arten umfassenden und als Gordioida zusammengefassten Saitenwürmern, die nur einen ventralen Nervenstrang samt zugehöriger Medianlinie haben und gänzlich borstenlos sind. Das konische Hinterende des Männchens ist bei den Meeressaitenwürmern bauchwärts umgebogen. Die Tiere leben im Salzwasser. Anders als bei den übrigen Saitenwürmern ist das Pseudocoel bei den Nectonematidae nicht mit Parenchym ausgefüllt. Die Weibchen besitzen allerdings im Bereich der Eierstöcke ein ausgedehntes Gonoparenchym, innerhalb dessen sich ein Hohlraum beim geschlechtsreifen Weibchen mit Eiern füllt, während keine epithelialen weiblichen Gonaden sichtbar sind. Die Männchen haben dagegen einen unpaaren dorsalen Spermiensack. Bei beiden Geschlechtern ist die Geschlechtsöffnung am äußersten Ende des Tieres. Der stark reduzierte Darm hat weder Mund noch After, endet also blind, weshalb es keine Kloake, sondern eine reine Geschlechtsöffnung gibt.

## Verbreitung und Beispielarten
Die Nectonematidae sind in Meeren weltweit verbreitet. Nectonema agile ist im Atlantischen Ozean unter anderem vor der Küste Nordamerikas, aber auch im Mittelmeer zu finden, wo er in Krebsen unter anderem der Gattungen Periclimenes und Palaemonetes parasitiert. Nectonema munidae ist als Endoparasit des Krebses Munida tenuimana vor der Küste Norwegens bekannt.

## Entwicklungszyklus
Die Larven der Nectonematidae besitzen einen Rüssel mit zwei Hakenkränzen und ohne Stilette (wie man sie von den übrigen Saitenwürmern kennt). Das Eindringen der Larven in die als Wirte dienenden Krebse ist noch nicht beobachtet worden, doch gilt als wahrscheinlich, dass sich die Larven von den Krebsen verschlucken lassen. Der Hakenrüssel dient allem Anschein nach dazu, die Darmwand des Wirtes zu durchbohren, damit der Saitenwurm in der Leibeshöhle, dem Mixocoel des Wirts leben kann. Hier wächst die Larve zu einem langen Wurm heran, wobei sie Nährstoffe aus dem Wirt über ihre Haut aufnimmt. Schließlich nimmt der Saitenwurm einen Großteil des Inneren des Wirts ein. Ist er ausgewachsen, durchbohrt er die Gelenkhaut des Wirts und gelangt ins freie Meerwasser. Je nach Größe des Wirts wird dieser getötet, kastriert oder auch nur in begrenztem Umfang geschädigt. Der adulte Saitenwurm frisst nichts mehr, sondern sucht nur noch seinen Sexualpartner auf. Aus den abgelegten Eiern gehen neue Larven hervor.

## Arten
Bisher sind fünf Arten der Gattung Nectonema beschrieben worden:
- Nectonema agile Verrill, 1879 (Atlantischer Ozean, Mittelmeer)
- Nectonema melanocephalum Nierstrasz, 1907 (Indopazifik)
- Nectonema munidae Brinkmann, 1930 (vor Norwegen)
- Nectonema svensksundi Bock, 1908 (Arktis)
- Nectonema zealandica Poinar & Brockerhoff, 2001 (vor Neuseeland, gefunden in Hemigrapsus sp.)